# Martorell
Martorell è un comune spagnolo di 26 681 abitanti situato nella comunità autonoma della Catalogna, nella comarca del Baix Llobregat. Il comune è composto da diversi nuclei abitati dei quali La Vila è sede del Municipio. L'antica cittadina dista 26 km da Barcellona ed è situata sul fiume Llobregat. A partire dalla metà del secolo scorso da eminentemente agricola è diventata anche un centro industriale avendo preso sede nei suoi dintorni fabbriche di grandi società come la Solvay chimica, e la SEAT automobilistica.

## Storia
I reperti archeologici indicano una presenza umana nella Valle del Llobregat risalente al neolitico e l'esistenza d'insediamenti iberici. Nella zona ci furono anche insediamenti cartaginesi e costruirono per primi il ponte sul Llobregat. I Romani occuparono il territorio già nel II secolo a.C. e per Martorell passò in seguito la Via Augusta che superava il fiume col cosiddetto Pont du Diable da loro costruito e tuttora esistente. La dominazione romana fu seguita a partire dal 300 da quella visigotica la cui presenza è confermata dai resti nella località di Santa Margarida, di una chiesa paleocristiana e di una necropoli che dimostrano la diffusione del Cristianesimo nel V secolo.
Scarsamente abitata, la zona venne popolata a partire dalla tarda seconda metà del IX secolo e risale all'anno 878 l'esistenza di un nucleo abitato sulla riva destra del Llobregat. Il primo documento in cui compaia il nome di Martorell è del 1032 e la zona fece parte della signoria prima dei Castelvell e poi dei Moncada. Nel 1344 Ruggero Bernardo III di Foix concesse a Martorell di erigersi a municipio che, all'inizio del XV secolo, subì le conseguenze delle lotte successorie fra i Foix e il re Martino I d'Aragona. Durante la Guerra dels Segadors a Martorell si stabilì il quartier generale delle truppe a difesa di Barcellona. Nel 1641 la città fu assediata e distrutta dalle truppe del marchese de los Velez e, ricostruita, subì nel 1652 la grave epidemia di peste che colpì gran parte d'Europa. Nel 1714 nel corso della guerra civile il castello di Rosades fu occupato e la torre dell'Homentage fu fatta saltare in aria. La guerra contro i Francesi all'inizio del XIX secolo in cui le truppe napoleoniche saccheggiarono la città e le turbolenza degli anni successivi che afflissero la Spagna con una vita politica agitata durante tutto il XIX secolo con tre guerre civili, sette costituzioni diverse, sette diversi re, un cambio di dinastia, diversi colpi militari e una effimera repubblica durata un anno, ebbero conseguenze dure anche per Martorell. Durante la guerra civile dal 1936 al 1939 la città subì ancora diversi danni, nel primo anno in cui si fece acuta specialmente in Catalogna la persecuzione al clero per cui la Chiesa si schierò nettamente in favore di Franco, a Martorell furono incendiate alcune chiese e giustiziate alcune persone. L'esercito repubblicano abbandonando la città perché stavano giungendo le truppe franchiste fece saltare i ponti per ritardare l'ingresso dei nazionalisti la cui artiglieria aprì il fuoco contro la città e gli aerei tedeschi compirono l'opera bombardandola. Martorell fu quindi occupata dalle truppe nazionaliste.
Nel 1905 ci fu l'elettrificazione e la distribuzione dell'acqua corrente. Nel 1908 si fondò il Centre Republicà El Progrése nel 1917 nacque il Sindicat Viticola de la comarca de Martorell. Nel 1931 fu proclamata la repubblica a Martorell. Fra il 1941 e il 1944 si registrò una ripresa della città che si allargo e diverse furono le nuove abitazioni costruite in quegli anni. Una grande espansione urbana si ebbe a partire dagli anni '70 quando si installarono le fabbriche di grandi aziende e da centro agricolo come era sempre stato, Martorell divenne un centro industriale che richiamò anche operai immigrati da altre zone del paese. Furono inoltre migliorati collegamenti con Barcellona, Madrid e gli altri centri del paese con il raddoppio della linea ferroviaria e la costruzione dell'autostrada.

## Monumenti e luoghi d'interesse

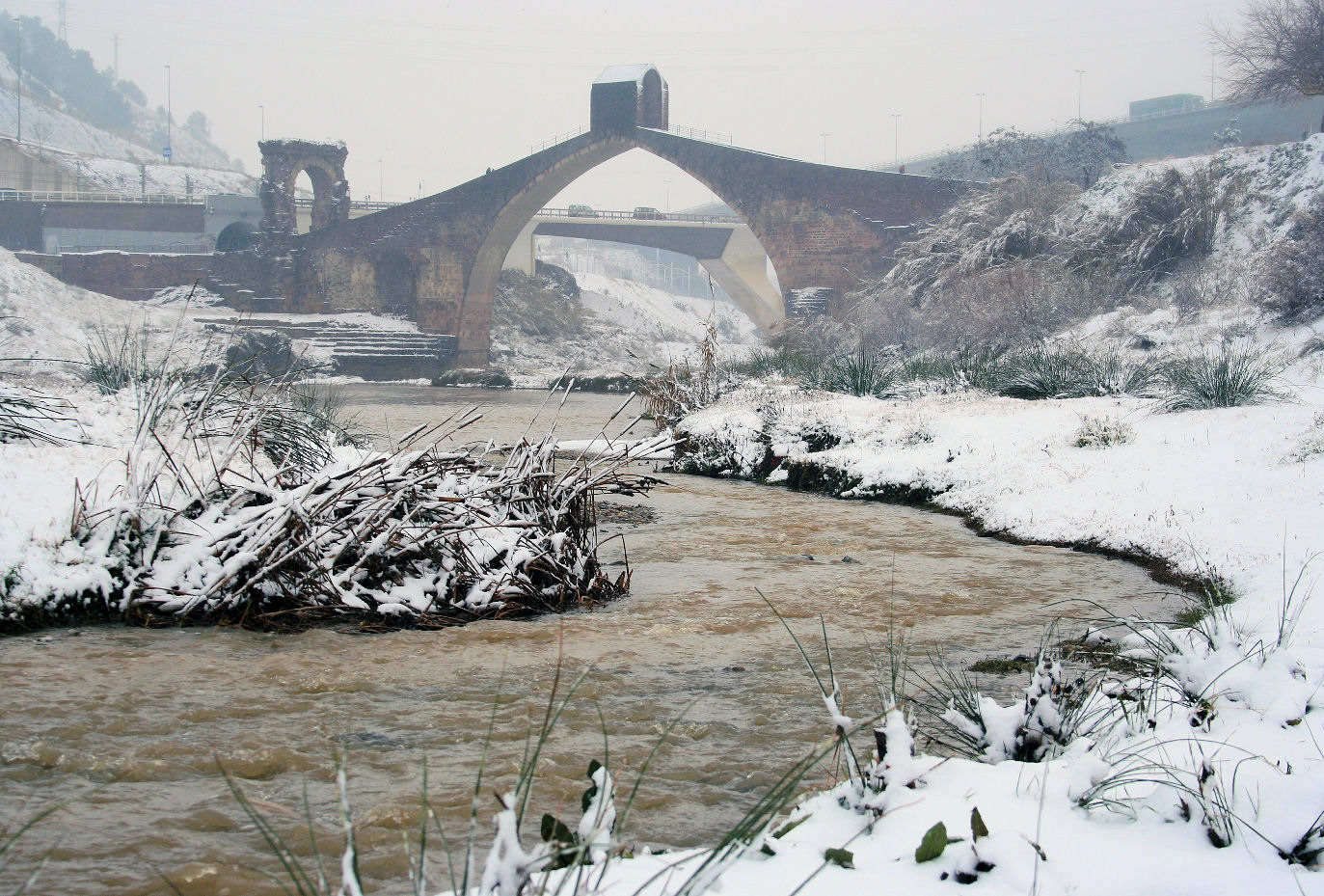
Puente del Diablo

- Puente del Diablo (Pont del Diable in catalano) ponte di origine romana per cui passava la Via Augusta edificato nel 10 a.C. ed unico ponte sul Llobregat fino al XIV secolo. Termina con un arco romano non ben conservato. Fu modificato e rafforzato nei diversi secoli anche perché il corso del fiume si era innalzato, durante la guerra civile nel 1936 un'arcata fu distrutta e ricostruita poi nel 1962 mantenendo la struttura che aveva nel 1283. Accanto al ponte ci sono i resti della Capela de San Bartolomeu del 1208 distrutta nel 1835.
- Ruines del Castell de Rosanes, il castello, che domina la città. faceva parte della Baronia de Castellvì de Rosales, risale al IX-X secolo.
- Les Torrelles sono torri che contornano la città ed una è di origine romana distrutta durante la terza guerra carlista e riedificata nel 1874.
- Museu Municipal Vincenç Ros con antichità romane e azulejos catalani, occupa una parte del Convento dei Cappuccini edificato fra il 1687 e il 1700.
- Enrajolada già casa dei Santacana iniziata nel XIX secolo è un museo che conserva frammenti archeologici romani e visigotici, ceramiche catalane e vari dipinti.
- Cal Nicolau Ric casa signorile della prima metà del XIX secolo.
- Farmacia Bujon farmacia tipica della metà del XIX secolo.
- Molì fariner mulino del XVIII secolo.
- Torre de los Hores del 1888.
- Colonia Decan Bros del XVI secolo ricostruita nel 1897.
- Ca L'Oller del 1926.
- Esglesia Parroquial de Santa Maria, chiesa del XVI secolo.
- Santa Margarida de Martorell chiesa visigotica del VI secolo modificata in stile romanico nel XII secolo.
- Capela de Sant Juan del XIII secolo.
- Resti del Priorato Benedettino del XII secolo.

### Dintorni
A 16 km Tarrassa con importanti chiese visigote, a 18 km Sant Feliu de Llobregat, capoluogo della comarca del Baix Lobregat, famosa per la coltivazione delle rose, e a 35 km Montserrat col famoso monastero.

## Cultura

### Eventi
- Cavalcata de Reis corteo di cavalli e carrozze che attraversa le vie cittadine per accompagnare festosamente i Re Magi la notte del 5 gennaio.
- Festa de sant Antoni Abat il 17 gennaio.
- La Quadrilla ballo tipico di Martorell la prima domenica dopo il carnevale, che viene celebrato anche qui come nel resto della Spagna con feste pubbliche.
- Fira del libro il 23 aprile.
- Fira de Primavera nella prima settimana di maggio con iniziative varie e fiera commerciale dell'artigianato.
- Festa del Corpus in giugno.
- Festes de barri in giugno-luglio sono le feste patronali dei vari quartieri e frazioni del comune.
- Festa Mayor il 15 e 16 agosto con manifestazioni varie.
- Diada Nacional de Catalunya l'11 settembre.
- Festes del Roser nei primi di ottobre con fiera dell'artigianato.
- Fira de Santa Lucia dell'8 dicembre.
- Fira artesanal de Nadal la settimana prima di Natale.
- Arribada del Patge Viu-Viu  il 25 e 26 dicembre in cui il Patge è inviato dai Re Magi per raccogliere le richieste scritte dei regali che i bambini desiderano percorrendo le diverse strade della città.

## Amministrazione

### Gemellaggi
- Borgo a Mozzano
- Sant'Olcese